# Vanessa Ricarte
Vanessa Ricarte (Três Lagoas, 16 de fevereiro de 1982 – Campo Grande, 12 de fevereiro de 2025) foi uma jornalista brasileira. Formada em Jornalismo pela Universidade Federal de Mato Grosso do Sul (UFMS). Durante sua carreira, trabalhou em diversos veículos de comunicação e, mais recentemente, como assessora de imprensa no Ministério Público do Trabalho em Mato Grosso do Sul (MPT-MS).

## Biografia
Ricarte nasceu em Três Lagoas, no estado de Mato Grosso do Sul, filha de Maria Madalena da Glória Ricarte e Agmar Jacinto Ricarte, seus pais ainda vivem em Três Lagoas.
Em 2013, ela criou um blog com um amigo, onde dividiam experiências na busca pela qualidade de vida. Além disso, Vanessa participou de um grupo de autoajuda chamado Reeducação Alimentar (R.A.), onde internautas de diversos estados do Brasil postavam comentários e fotos do antes e depois do emagrecimento.

## Morte
No dia 12 de fevereiro de 2025, Vanessa foi vítima de feminicídio em Campo Grande, Mato Grosso do Sul, aos 42 anos. O autor do crime foi seu ex-noivo, Caio Nascimento, que a esfaqueou após uma discussão na residência onde ambos estavam. Vanessa chegou a ser socorrida e levada para a Santa Casa, mas não resistiu aos ferimentos. O relacionamento entre Vanessa e Caio foi marcado por um ciclo de violência psicológica e física. Dias antes do crime, Vanessa havia registrado um boletim de ocorrência e solicitado medida protetiva contra Caio, após ser mantida em cárcere privado por cinco dias. Mesmo após essas medidas, Caio permaneceu na residência de Vanessa, culminando no trágico desfecho. 
Seu assassinato gerou grande comoção e repercussão em Mato Grosso do Sul. A Assembleia Legislativa do estado discutiu a urgência de medidas mais eficazes no combate à violência contra a mulher, ressaltando a necessidade de políticas públicas mais eficientes e de uma reavaliação do plano estadual vigente. Em homenagem a Vanessa, o prefeito de Três Lagoas, sua cidade natal, decretou luto oficial, destacando sua dedicação profissional e a perda irreparável que sua morte representa para a sociedade.. 
Por sua vez, a Câmara Municipal de Campo Grande aprovou a denominação de Vanessa Ricarte para a sua Procuradoria Especial da Mulher.